# Dreier (Familienname)
Dreier ist ein Familienname, der vor allem im deutschsprachigen Raum vorkommt.

## Herkunft und Bedeutung
Dreier oder Dreyer, auch Dreger ist die niederdeutsche Bezeichnung für den Drechsler (obd. Dreher).

## Namensträger
- Alfred Dreier (1940–2011), deutscher Jurist und Kommunalpolitiker
- Björn Dreier (* 1981), deutscher American-Football-Spieler
- Christian Dreier (1610–1688), deutscher Theologe
- Christine Dreier (* 1961), deutsche Musikerin und Künstlerin
- Christoph Dreier (* 1981), österreichischer Skirennläufer
- David Dreier (* 1952), US-amerikanischer Politiker
- Franz Adrian Dreier (1924–2000), deutscher Kunsthistoriker
- Frederik Dreier (1827–1853), dänischer Sozialphilosoph
- Hans Dreier (1885–1966), deutscher Künstler und Filmarchitekt
- Horst Dreier (* 1954), deutscher Jurist und Rechtsphilosoph
- Joachim Dreier († 1630), deutscher Philologe und Pädagoge
- Johan F. L. Dreier, Johan Friedrich Leonard Dreier (1775–1833), norwegischer Maler, Zeichner und Illustrator
- Johannes Dreier (1500–1544), deutscher lutherischer Reformator in der Reichsstadt Herford, siehe Johannes Dreyer
- Josef Dreier (1931–2023), baden-württembergischer Politiker
- Karl Dreier (1898–1974), deutscher Politiker (NSDAP), Landespräsident von Schaumburg-Lippe
- Katherine Sophie Dreier (1877–1952), US-amerikanische Malerin, Kunstmäzenin und Kunstsammlerin
- Marc Dreier (* 1950), amerikanischer Anlagebetrüger
- Margaret Dreier Robins (1868–1945), US-amerikanische Gewerkschafterin und Frauenrechtlerin
- Marie-Louise Dreier (* 1936), belgisch-schweizerische Schriftstellerin
- Mary Dreier (1875–1963), US-amerikanische Gewerkschafterin und Frauenrechtlerin
- Michael Dreier (* 1961), deutscher Politiker (CDU), Bürgermeister von Salzkotten
- Patrick Dreier (* 1964), deutscher Trompeter
- Peter Dreier (* 1966), deutscher Kommunalpolitiker (FW)
- Ralf Dreier (1931–2018), deutscher Rechtswissenschaftler
- Richard Dreier (1890–1940), deutscher Politiker (NSDAP), MdL Schaumburg-Lippe
- Thomas Dreier (* 1957), deutscher Jurist und Hochschullehrer
- Verena Dreier (* 1985), deutsche Leichtathletin
- Veronika Dreier (* 1954), österreichische Grafikdesignerin, Performance-, Medien- und Objektkünstlerin
- Volker Dreier (* 1958), deutscher Soziologe und Politologe
- Wilhelm Dreier (1928–1993), deutscher katholischer Wirtschaftswissenschaftler und Sozialethiker